# Влюблённые (фильм, 2015)
«Влюблённые» (хинди दिलवाले, Dilwale) — индийский фильм на хинди режиссёра Рохита Шетти, вышедший в прокат 18 декабря 2015 года. В главных ролях Шахрух Хан, Каджол, Варун Дхаван и Крити Санон. Последний фильм Винода Кханна при жизни.

## Сюжет
Раздолбай Вир занимается тюнингом машин в автосервисе своего брата Раджа, которого он сильно любит и уважает. Однажды Вир встречает Ишиту и влюбляется в неё с первого взгляда. Через некоторое время она отвечает ему взаимностью. Но когда Радж приходит домой к Ишите, чтобы договориться о свадьбе, её сестра Мира отказывает ему, как только его видит. Всё дело в том, что у Миры и Раджи пятнадцать лет назад была любовь, но из-за вражды их отцов они расстались. Чтобы быть вместе с любимой, Вир решает вновь свести влюблённых.
Приспешники местного бандита по кличке Король пытаются продать наркотики в хижине. Вир избивает их после того, как они угрожают Ишите. Они возвращаются позже, чтобы отомстить Виру, но Радж прерывает. Находят его в больнице, где находится Вир, и говорят ему, что они знают, где найти его приспешников. Радж отправляется в укрытие Короля, выводит из строя членов его банды и сжигает его наркотики. Радж рассказывает Королю о своем гангстерском имени, Каали. Король останавливается у магазина Раджа на следующий день, чтобы предложить сделку, по которой Радж починит все машины Короля в обмен на защиту.
В Болгарии, Радж находился в погоне за машиной с бандой, пытаясь разобраться с золотым контейнером, когда он случайно увидел женщину, Миру. Когда он выходит, чтобы помочь ей, банда догоняет его, и он должен уйти. Позже Радж снова с Мирой, которая работает художницей. Он показывает ей, что он гангстер, и что он сын Радхира Бакши, лидера банды. Вир посещает школу-интернат, где Радж посещает только раз в месяц. Рандхир и Радж рассказывают о том, как он был принят. Радж снова встречается с Мирой, и она просит его позаботиться о некоторых парнях, которые беспокоят её. Она также просит его отпраздновать свой день рождения с ней на следующий день. Он обещает позаботиться о работе раньше, а затем встретиться с ней вечером. На следующий день Радж устроил погоню. Его автомобиль был взорван и перевернулся, заманив его внутрь. Он сталкивается с Мирой, и узнает, что она дочь лидера, Малика. Она показывает, что все их отношения до сих пор были разработаны так, чтобы банда Малика могла иметь шанс убить его. Она держит пистолет в голову, но на этот раз она решила пощадить его жизнь. Позже, Радж получает новую машину и занялся вновь автомобильной погоней с Мирой, в конце концов подталкивая её машину к краю утеса. Он спасает Мира от падения с утеса, а затем говорит ей, что в следующий раз, когда он увидит её, он убьет её. Несмотря на это предупреждение, она позже приходит к нему домой и говорит ему, что любит его. Сначала он отказывается слушать её, но потом признает, что он её тоже любит. Они планируют рассказать родителям об их отношениях.
Вир обнаруживает, что Сиддху кладет снотворное в его кофе, чтобы он заснул во время смены, позволив Сиддху украсть предметы из магазина. Вир расстроен, но Сиддху объясняет, что это для его подруги Дженни. Они соглашаются помочь друг другу безопасным подругам. Как следствие, Вир раскрывает свои чувства к Ишите. Узнав об их отношениях, Радж хочет встретиться с семьей Ишиты. Когда Радж посещает дом Ишиты, он узнает, что Мира — старшая сестра Ишиты.
Малик соглашается встретиться с Рандхиром, но, втайне, он планирует его убить. Встреча вступает в перестрелку, во время которой Малик стреляет в Рандхира. Затем Рандхир стреляет в Малика, и оба умирают. Радж держит отца и вынимает пистолет из его руки. Мира находит Раджа и верит, что он убил своего отца, за который она стреляет в Раджа; однако он выжил. И Мира, и Радж решили уехать далеко от Болгарии и начать новую жизнь.
Вир и Ишита придумали несколько планов, чтобы объединить Миру и Раджу. В качестве побочного плана Мани крадет машину Короля и отправляет её в магазин, где Вир обнаруживает наркотики в багажнике и решает сжечь их. Ишита рассказывает Раджу, что Мира не забыла свою первую любовь. Позже Король приходит в дом Миры, но Радж, как Каали, обнаруживает и мешает им причинить ей какой-либо вред. Король спрашивает Мира позже, знает ли она Каали, но она отказывается признать свои отношения.
Мира выдвигает ультиматум, что для того, чтобы жениться на Ишите, Вир должен перейти к Мире. Мира также говорит ему, что Радж принят, а не кровь его брата. Вир говорит, что любит Ишиту, но он не может отказаться от своего брата. Рагхав, один из мужчин Малика, решает рассказать Мире, что Радж не убил Малика, но Малик расстрелял Рандхира, который застрелил Малика потом. Узнав об этом, Мира говорит Веру, что он может жениться на Ишите и остаться с Раджем. В этом процессе Радж и Мира примиряются.
Сиддху и Дженни женятся. Король появляется на свадьбе, выследив свой украденный автомобиль, который в настоящее время используется как автомобиль побега и похищения жениха. Король начинает беспокоиться, но Радж бьет его. Затем Король пытается стрелять в Раджа, но случайно стреляет в Миру, которая пытается спасти Раджа, однако Мира выжила, но Король избит до смерти, после этого Радж и Мира воссоединяются в больнице.

## В ролях
- Шахрух Хан — Радж Рандхир Бакши / Кали
- Каджол — Мира Дев Малик
- Варун Дхаван — Вир Рандхир Бакши
- Крити Санон — Ишита Дев Малик
- Винод Кханна — Рандхир Бакши, отец Раджа и Вира
- Кабир Беди — Дев Малик, отец Миры и Ишиты
- Боман Ирани — «Король», лидер преступной группировки
- Джонни Левер — Мани-бхай, воришка
- Мукеш Тивари[англ.] — Шакти, друг Раджа
- Панкадж Трипатхи — Анвар, друг Раджа
- Варун Шарма — Сидху, брат Шакти
- Четна Панд — Дженни, подружка Сидху
- Санджай Мишра — Оскар-бхай, брат Дженни
- Наваб Шах — Рагхав, помощник Малика

## Производство
В январе 2015 года Рохит Шетти объявил о новом проекте с Шахрухом Ханом в главной роли, который станет их вторым совместным проектом после «Ченнайского экспресса». Шетти решил начать съёмки в марте 2015 года. На главную женскую роль режиссёр выбрал Каджол, чей муж Аджай Девган несколько раз снимался в его фильмах. Для Каджол фильм стал седьмым, где она играет в паре с Шахрухом Ханом. Варун Дхаван согласился на роль брата Хана, в то время как Крити Санон была выбрана составить ему пару.
Съёмки начались 20 марта 2015 года в Гоа. В июне 2015 года сняли несколько сцен в Болгарии. Ещё через месяц там же сняли первую песню. В августе работали над видео к песне «Gerua» в Исландии.

## Саундтрек
Вся музыка написана Притам.
| №  | Название                       | Исполнители                                                              | Длительность |
| -- | ------------------------------ | ------------------------------------------------------------------------ | ------------ |
| 1. | «Gerua»                        | Ариджит Сингх, Антара Митра                                              | 5:45         |
| 2. | «Manma Emotion Jaage»          | Amit Mishra, Анушка Манчанда, Антара Митра                               | 3:29         |
| 3. | «Janam Janam»                  | Ариджит Сингх, Антара Митра                                              | 3:58         |
| 4. | «Tukur Tukur»                  | Ариджит Сингх, Каника Капур, Неха Каккар, Накаш Азиз, Сиддхарт Махадеван | 4:33         |
| 5. | «Daayre»                       | Ариджит Сингх                                                            | 4:50         |
| 6. | «Premika»                      | Бенни Дайял, Каника Капур, Джонита Ганди                                 | 3:45         |
| 7. | «Theme of Dilwale» (DJ Chetas) | Ариджит Сингх                                                            | 3:42         |

## Критика
Таран Адарш оценил фильм на 4 звезды из 5, добавив что он будет удовольствием для любителей масалы и фанатов пары Шахрух-Каджол.
Такую же оценку в своём блоге поставил Комал Нанта, назвав картину — масалой от начала до конца.
Раджив Масанд, напротив, дал фильму только 2 звезды, сказав, что его самый большой недостаток — явная искусственность шуток и эмоций.